# Ägnat att
Ägnat att är ett svenskt uttryck med betydelsen av den beskaffenheten, av den typen. Uttrycket är vanligt förekommande inom juridiken, både i lagtext, förarbeten och praxis. Betydelsen är då emellertid något trängre och ska utläsas ungefär typiskt sett:
Straffansvar för förtal enligt 5 kap. 1 § brottsbalken förutsätter att någon lämnar uppgift till annan som är ägnad att utsätta denne för andras missaktning. I lagtexten exemplifieras detta med utpekande av någon som brottslig eller "klandervärd i sitt levnadssätt". Den uppgift som lämnas ska alltså typiskt sett utsätta den beskyllde för andras missaktning, men det behöver inte bevisas att personen faktiskt har blivit utsatt för missaktning.
En vanlig betydelseglidning i vardagligt språk är att ägnat att tolkas med betydelsen i syfte att. I juridisk mening är det inte är korrekt; uttrycket ägnat att avser inte gärningsmannens uppsåt, utan endast vad som "typiskt sett" blir följden av en viss omständighet eller ett visst handlande, oavsett gärningsmannens syfte och det faktiska utfallet av hans eller hennes agerande. En kritik mot konstruktionen är då att den bryter kravet på uppsåt (vilket normalt krävs för brottslig gärning, och vanligen måste omfatta resultatet, dvs att gärningsmannen är åtminstone likgiltig mot att personen blir kränkt). I någon mån får därmed begreppet meningen av ett "objektivt uppsåt", alltså vad som typiskt sett är fallet i en given situation. En person som lägger sin hand på en annans rumpa eller bröst, betraktas ofta som ett fall av sexuellt ofredande enligt formuleringen i 6 kap. 10 § brottsbalken "är ägnat att kränka", även om personen haft ett annat motiv (t ex att hota, bestraffa eller i rent objektiv mening kommentera personens kläder eller kroppsform). I praxis är dock tydligt att det personliga motivet har betydelse och att gärningen ska ha en "tydlig sexuell inriktning", se ex NJA 2018 s. 443, där dock Högsta Domstolen dock höll fast vid att bedömningen ska göras objektivt.  